# Suda (enciclopedie)
Suda sau Suidas (în greacă: Σοῦδα sau Σουίδα  ) este un lexicon sau o enciclopedie din secolul al X-lea, scrisă în limba greacă bizantină, referitoare la lumea antică din jurul Mării Mediterane. Acesta conține 30.000 de intrări, extrase din mai multe izvoare antice, acum pierdute, în ordine alfabetică, și relevante pentru mai multe discipline: geografie, istorie, literatură, filosofie, știință, gramatică, și obiceiuri.
Este o lucrare de referință, îndeosebi pentru citate, foarte adesea utilizată în lucrările privitoare la Antichitate. Numele lucrării, data redactării sale, identitatea autorului / autorilor au pus probleme delicate cercetătorilor.
Stelian Brezeanu a scris că prima mențiune bizantină a românilor nord-dunăreni sub etnonimul de daci a apărut în Lexiconul Suidas. Lexiconul conține un pasaj: „dacii, care acum se numesc pecenegi” ce se referă la realitățile etno-politice nord-dunărene.

## Conținut
Suda este în același timp un dicționar care explică formele gramaticale complexe și dă definițiile unor cuvinte rare în greaca veche. Este și o enciclopedie care comentează persoane, locuri sau instituții. Sursele pe care le utilizează sunt deseori biblice sau antice și nu furnizează decât puține informații despre epoca bizantină. Ingnorată în Evul Mediu, lucrarea a fost redactată în Imperiul Bizantin. A fost publicată, pentru prima oară, în Europa în 1499, la Milano, sub numele de Lexicon graecum.
Această lucrare considerabilă, de un milion și jumătate de cuvinte, cuprinde 31.342 de intrări conducând spre date istorice, biografice și lexicografice. Intrările  sunt clasate potrivit unui sistem în același timp alfabetic și fonetic: diftongii sunt clasați după vocalele simple. Astfel diftongul αι / ai, din greaca veche, este clasat după ε (epsilon). Iar ω (omega) vine după ο (omicron), ceea ce nu corespunde cu clasamentul grecesc clasic.
Este o compilație de compilații, care utilizează biografii, bibliografii și alte informații despre scriitori păgâni și creștini, dintre care cei mai mulți dispăruți; Scholiile despre Aristofan, Sofocle și Tucidide au servit mult. Notițele biografice provin, adesea, din mărturiile autorului, din Onomatologion sau din Pinax de Hesychius din Milet (secolul al VI-lea). Printre alte surse folosite din abundență figurează Excerpta de Constantin Porfirogenetul, Cronica lui Gheorghe Harmatolos / Gheorghe Călugărul, biografiile lui Diogenes Laertios, lucrările lui Athenaeus și ale lui Philostrates. 
Documentul conține prima mențiune despre românii (valahii) din nordul Dunării sub etnonimul daci.

## Origini nesigure

### Autor unic sau lucrare colectivă
Pentru unii, Suidas — sau Souidas — este un compilator de la sfârșitul secolului al IX-lea cunoscut printr-o singură lucrare, Souda, care ar fi practic chiar numele lui: Suda, Suidas, Suida, cum s-ar zice la ora actuală „Bayle”, „Cange”, „Larousse” sau „Littré”. O notă de prefață eronată, conjectură erudită a lui Eustathius din Thessalonica, a făcut să se creadă timp îndelungat că Suda era opera unui autor unic numit Souidas. Agnolo Poliziano, erudit florentin de la sfârșitul secolului al XV-lea, considera că acest nume nu era decât presupus. În sprijinul opiniei lui Poliziano vin faptele că nimeni nu avansează să spună în ce țară a trăit Suidas, nici în ce epocă, și că mai multe stiluri sunt prezente în lucrare.
Dacă totuși Souidas a existat cu adevărat, se consideră că era un lexicograf grec de la sfârșitul secolului al IX-lea. Acest erudit ar fi redactat o primă formă a lucrării care ar fi fost modificată și mărită de copiști succesivi.
Pentru alții,  este vorba de o compilație efectuată de un colectiv de savanți, corectată și mărită de copiști care s-au succedat până la prima tipărire.

### Datare
La redescoperirea ei în Italia Renașterii, s-au evocat date mergând de la domnia lui Augustus până în secolul al XIV-lea. Incertiutudinea asupra datei compunerii sale dura încă în secolul al XIX-lea: „se crede că a înflorit sub domnia împăratului bizantin, Alexie I Comnenul.”
Lucrarea este datată acum de la sfârșitul secolului al X-lea. Data aproximativă a lucrării poate fi dedusă din conținutul său: la articolul „Adam”, autorul  lexicului dă o scurtă cronologie a istoriei mondiale care se încheie cu moartea împăratului Ioan I Tzimiskes (976), în timp în articolul „Constantinopol” sunt menționați succesorii săi, Vasile al II-lea și Constantin al VIII-lea: problema este de a ști dacă nu este vorba de o interpolare mai târzie decât textul original.
Pasajele referitoare la filosoful Mihail Psellos (secolul al XI-lea) par să fie interpolări posterioare.
Înainte de redescoperirea oficială în Renaștere, lucrarea circulase totuși în Anglia medievală, întrucât Robert Grossetête (1175-1253)  a tradus pasaje substanțiale într-un carnet de notițe pentru uzul său personal.

### Originea numelui
Mai multe etimologii au fost luate în seamă pentru acest nume de Suidas sau de Suda. În 1998 Bertrand Hemmerdinger considera că Suidas este numele creatorului sau al coordonatorului grupului de compilatori au lexicului.
O altă interpretare explică titlul ca fiind un acronim constituit pornind de la literele Sunagogè onomastikès ulès di alphabeton sau diaphorôn andrôn, „adunarea de material onomastic după alfabet”, sau „după diferiți oameni”, ceea ce ar putea să semnifice și „lexic alfabetic sau lexic biografic” sau cu diaphorôn andrôn: „clasament după diferiți istorici sau diferiți autori”.
În sfârșit, s-au evocat și, în greaca bizantină, „fortăreață”, „doagă / șanț lat cu apă”, și în latină guida sau summa („sumă”) și sudarium („giulgiu”) prin grecescul târziu soudarion.

### Critică și comentarii

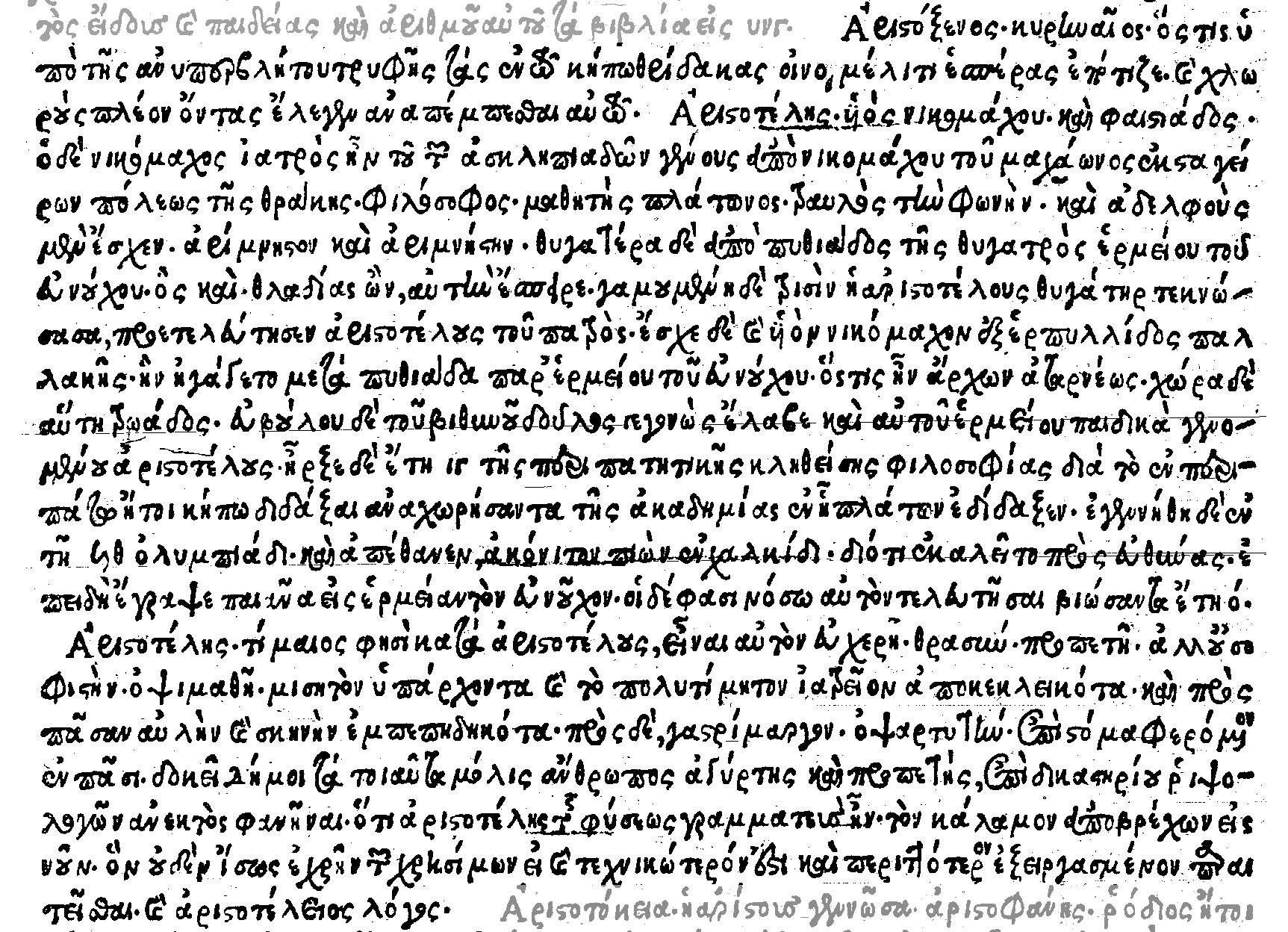
Articol despre Aristotel, într-o ediție de la sfârșitul secolului al XV-lea.

Această compilație de compilații se prezintă ca o încâlceală imposibil de descurcat: un dicționar de cuvinte este amestecat cu un dicționar de lucruri; articole despre interpretarea unor cuvinte alternează cu articole despre viața unor personaje ilustre; acest lucru poate deveni deconcertant când un articol despre Aristotel este urmat de un articol contra lui Aristotel, ca și cum ar fi vorba despre un personaj diferit. În revanșă, poate deveni foarte interesant de-a lungul notelor biografice sau ale citărilor.
Faptele pe care le relatează nu sunt întotdeauna exacte, dar lucrările despre Antichitatea greacă citează foarte frecvent această sursă. Era o lucrare foarte populară și, din această cauză, numeroase manuscrise sau extracte au fost păstrate. Autori mai târzii, ca Eustathius din Thessalonica, Ioan Zonaras, Constantin Lascaris sau chiar Maxim Grecul, s-au folosit din plin de această lucrare. 
Dacă autorul s-a mulțumit să copieze compilația erudiților din epoca sa, a făcut-o reducând la tăcere orice critică și orice judecată personală. Dacă copiștii succesivi au adăugat eroare peste eroare duplicând această operă manuscrisă, această compilație include un foarte mare număr de fapte, de detalii și de citări ale unor autori care nu se regăsesc în altă parte și care ar fi fost pierduți pentru totdeauna, dacă o asemenea lucrare nu ar fi existat. Erasmus a citat și comentat Suda, foarte frecvent, în Maximele sale (1508-1536).
După Küster, mulți savanți s-au ocupat de restabilirea sau de explicarea pasajelor din Suda. Jakob Gronovius, celebrul erudit olandez, excesiv și certăreț, a disputat mult despre această lucrare cu Küster.